# Arnaud Dumouch
Arnaud Dumouch nasceu na França em 24 de dezembro de 1964 é um escritor, teólogo, filósofo e apologeta católico, especializado em escatologia. Autor de mais de 11 livros sobre a doutrina católica, ele atualmente dirige um canal no youtube, com mais de 8 milhões de visualizações. Arnaud apresenta apresenta uma visão tomista da doutrina católica. Além disso, em seu canal, promove o diálogo inter-religioso entre muçulmanos, protestantes e ateus.
Em 1988, graduou-se em Filosofia e Teologia pela Escola Saint Jean Rimont.
Em 1994, fez Mestrado em teologia pela Universidade de Strasbourg.
Em 1998, completou o doutorado em teologia católica pelo Instituto Católico de Toulouse. Atualmente ele reside na Bélgica. 
Desde 2004 é responsável pelo projeto Doutor Angélico (Docteur Angelique), que se dedica ao trabalho de traduzir integralmente todo o acervo de Santo Tomás de Aquino.